# محوطه کلوک خان
محوطه کلوک خان مربوط به هزاره ۱-قرن ۵ و ۶ ه.ق است و در شهرستان کامیاران، بخش مرکزی، روستای یوزی در واقع شده و این اثر در تاریخ ۱۰ دی ۱۳۸۱ با شمارهٔ ثبت ۶۹۱۱ به‌عنوان یکی از آثار ملی ایران به ثبت رسیده است.